# Омер (Мичиген)
Омeр (Мичиген) (енгл. Omer) град је у америчкој савезној држави Мичиген. По попису становништва из 2010. у њему је живело 313 становника.

## Демографија
Према попису становништва из 2010. у граду је живело 313 становника, што је 24 (7,1%) становника мање него 2000. године.
| Група             | 2000.       | 2010.       |
| Белци             | 322 (95,5%) | 295 (94,2%) |
| Афроамериканци    | 0 (0,0%)    | 1 (0,3%)    |
| Азијати           | 0 (0,0%)    | 0 (0,0%)    |
| Хиспаноамериканци | 6 (1,8%)    | 0 (0,0%)    |
| Укупно            | 337         | 313         |